# Ле Тампон
Ле Тампон (фр. Le Tampon) град је на југу Француског прекоморског региона Реинион у Индијском океану. По подацима из 2010. град је имао 79.228 становника. 
Југ острва Реинион почео је да се насељава од 18. века. Регија око данашњег Ле Тампона је административно одвојена од Сен Пјера јула 1882. Првог градоначелника Ле Тампон је добио 25. јула 1925. 

## Демографија
| 1962.  | 1967.  | 1975.  | 1982.  | 1990.  | 1999.  | 2006.  | 2011.  |
| ------ | ------ | ------ | ------ | ------ | ------ | ------ | ------ |
| 24.335 | 31.378 | 36.107 | 40.545 | 47.593 | 60.323 | 69.849 | 74.998 |

## Партнерски градови
- Brickaville